# Música baka
La música baka es la música del pueblo baka, que procede del suroeste de la República Centroafricana. La mayoría de la música baka es vocal y polifónica. La música se basa en melodías y ritmos repetitivos, con pocas variaciones y mucha improvisación. La música y la danza son importantes para ellos, se hace para prepararse para una cacería o para mostrar una habilidad. La música también se utiliza en la vida diaria para rituales de curación, rituales de iniciación, historias tradicionales, nombres de grupos y para entretenimiento. La danza y la música ayudan a unir a los grupos y esto ayuda a las personas a convertirse en amigos mientras comparten sus técnicas de supervivencia.

## Danza
Cada parte del bosque tiene su propio ritual de danza. Muchos bailes se usan para diferentes cosas. Son interpretados por bailarines hábiles, que normalmente han pasado por una iniciación específica. Se hacen para las iniciaciones de los hombres, la curación, los funerales, y para mantener a la comunidad unida. En un baile, los bailarines hacen improvisación estructurada. Saben cuándo y cómo añadir o cambiar una frase o un ritmo.

## Música vocal
La técnica de música vocal más común es el yodel. Va del pecho a la cabeza. El yodel
se interpreta a menudo en sílabas o sonidos sin significado. Usando estas voces en el pecho y en la cabeza, son capaces de lograr colores de tono que van desde tenso/irritante hasta relajado/respiratorio.

## Instrumentos
La gente baka usa muchas cosas para hacer instrumentos, la tierra para hacer un arco de tierra, el agua para hacer tambores de agua. La mayoría de los instrumentos utilizados por los baka provienen del pueblo bantú. Estos instrumentos incluyen los tambores cilíndricos, el arpa arqueada, la cítara, los lamelófonos y algunos sonajeros. Otros instrumentos incluyen la flauta, que es muy común, los tambores de agua, y el instrumento que únicamente es tocado por mujeres, el arco musical.
Molimo es un instrumento musical del pigmeo parecido a la trompeta. El «molimo» del libro The Forest People Colin M. Turnbull, está hecho de tubo de metal ligeramente doblado en el centro. Los molimos también se hacen a veces de madera o de bambú. Es un instrumento sagrado para los baka, no el objeto propiamente dicho, sino el sonido que produce o imita. 
Existe también una «ceremonia de molimo» que dura dos meses y sigue un patrón general diario. La recolección de las ofrendas de alimentos se lleva a cabo alrededor del mediodía. Después de la cena, las mujeres y los niños van a las cabañas para pasar la noche. Al molimo se le conoce como el «Animal del bosque», y se supone que las mujeres deben creer que realmente es un animal, y que verlo traería la muerte. Los hombres se quedan fuera de las cabañas sentados alrededor del fuego. Cantan y a lo lejos el molimo toca en respuesta, imitando los sonidos de los animales del bosque, respondiendo a los cantos. A lo largo del camino del molimo hacia el pueblo, el tocador se detendrá en los cruces de los arroyos para hacer correr el agua a través del instrumento o para «darle un trago». El molimo finalmente es llevado al pueblo y tocan todos juntos a la vez que cantan. El molimo pasó a través de las llamas del fuego, las brasas lo frotaron y llega el final cuando se apaga el fuego. Más tarde, cuando el molimo se va, los hombres comen lo que se recolectó ese día.

## Composiciones
- Makala- una interpretación de Mabo, es un tipo de música y baile relacionado con la caza en red donde los aldeanos crean un séquito de novicios y sus expertos cantantes/bateristas, mientras caminan hacia otra aldea. A lo largo de la actuación, usan las múltiples versiones de sus tambores para agregar a las voces de percusión de los cantantes y sus cánticos. Sus cantos generalmente se producen desde la cabeza o el cofre para crear los tonos altos y bajos cantados en todo el Makala. En un ejemplo de Makala, llega el primer verso melódico, que es en lo que se basa la canción. Esta línea melódica se repite en forma cíclica y da una línea de tiempo subyacente y estructura armónica a la composición. La línea melódica puede que ni siquiera tenga voz. Algunas personas pueden añadir variaciones. Algunos podrían explicarlo trazando libremente la línea melódica, lo que a menudo se hace usando armonías paralelas. Si la cantante está usando el estilo yodelístico, que es donde las mujeres brillan, a menudo enfatiza el final de la expresión. Las líneas melódicas que son una octava más baja es a menudo una sección para hombres. Cuando empieza un baile, suelen ser los hombres y los niños los que toman las secciones de apoyo. Una vez expresadas estas secciones de apoyo, otras siguen con la línea melódica principal. Pasado un tiempo, la mayoría de los espectadores y bailarines se unirán a la fiesta doblando secciones o añadiendo variaciones, lo que puede hacer que la línea melódica principal se caiga por completo. Todas las secciones, excepto el ritmo del pequeño tambor, son sustituibles y abiertas a cualquier interpretación.[5]

- Tambores de agua- otra forma en que únicamente las mujeres y las niñas tocan música es golpeando en el río. Un grupo de ellas entra en el río y cuando el agua llega hasta su cintura, con las manos ahuecadas golpean la superficie del agua. Cada una de ellas tocará un patrón rítmico diverso, el cual forma mutuamente un ritmo sonoro más multifacético. El sonido del tambor en el río, junto con sus risas traen felicidad a través del bosque.

## Comunidad
En su mayor parte, las habilidades musicales las adquirieron a través de la inculturación. En tiempos críticos, el grupo musical necesita la participación de todos sus miembros. Por ejemplo, en The Forest People, de Colin Turnbull, incluso cuando un hombre es ridiculizado por poner su red de caza frente a las redes de los demás, se une a los cantos de toda la noche y es perdonado. Aunque la participación en grupo es extremadamente importante, los individuos también pueden destacar. La comunidad sabe exactamente quién escribió qué canción y de dónde proceden todos los repertorios, como Mabo, en Togo. A veces el mayor de los dos grupos enseña al menor, y a veces también se enseña entre miembros de grupos de diferentes regiones.